# Rathaus Ostheim (Hofheim in Unterfranken)

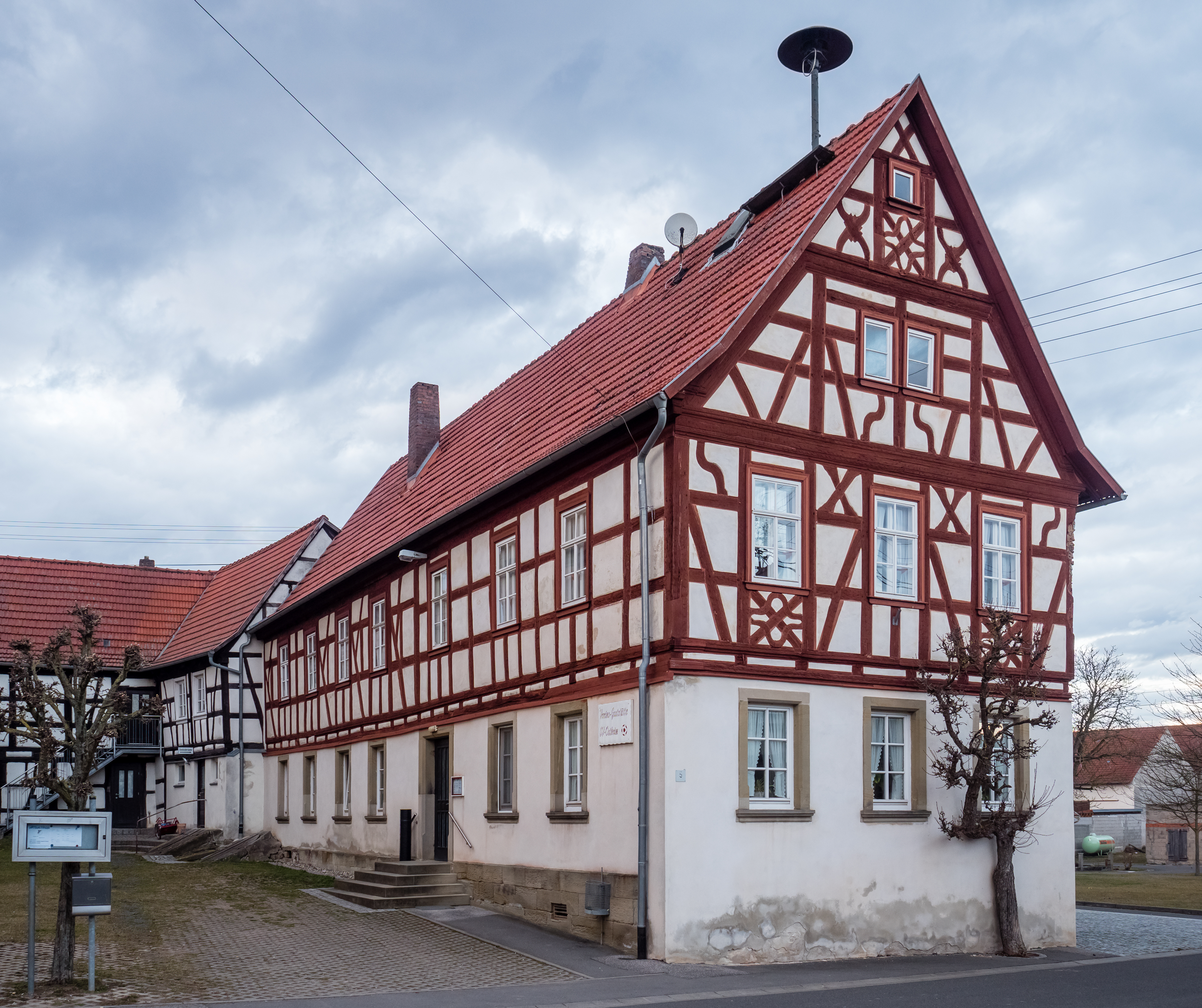
Ehemaliges Rathaus in Ostheim

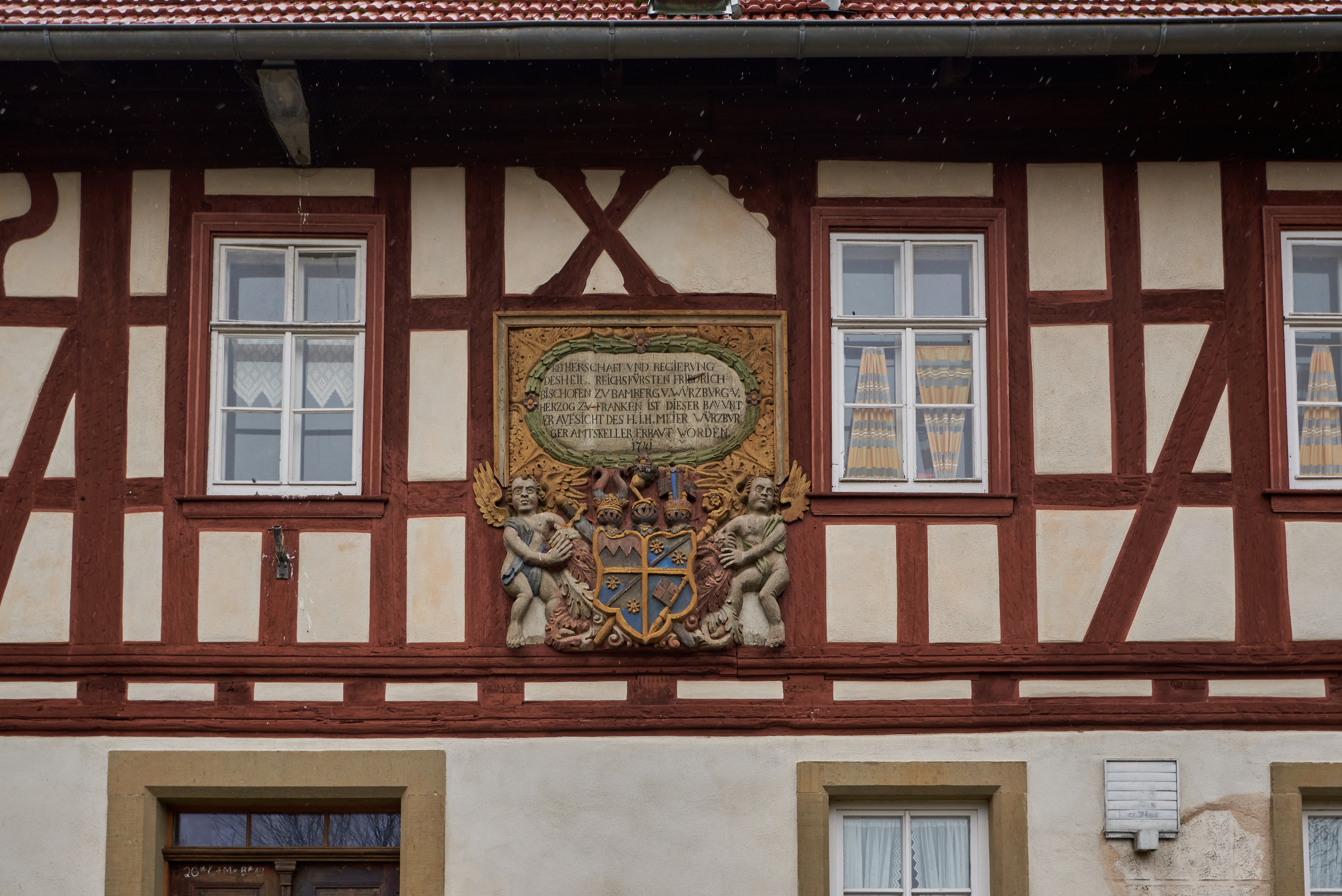
Bauinschrift und Wappen

Das Rathaus in Ostheim, einem Stadtteil von Hofheim in Unterfranken im Landkreis Haßberge in Bayern, wurde 1741 als Schüttboden errichtet und gehört zu einem aus mehreren Gebäuden bestehenden Zehnthaus-Komplex. Erst im 19. Jahrhundert erfolgte die Umnutzung zum Rathaus der bis 1975 selbständigen Gemeinde Ostheim. 
Das ehemalige Rathaus an der Marktstraße 5, neben der katholischen Ortskirche St. Nikolaus, ist ein geschütztes Baudenkmal. 
Der zweigeschossige und giebelständige Satteldachbau hat ein Fachwerkobergeschoss. Der Fachwerkgiebel ist mit Mannfiguren, Andreaskreuzen, teils als Feuerböcke gestaltet, und weiteren Zierfachwerkfiguren geschmückt.